# Ceresium pachymerum
Ceresium pachymerum là một loài bọ cánh cứng trong họ Cerambycidae.